# Eloy Moreno
Eloy Moreno Olaria (Castellón de la Plana, 12 gennaio 1976) è uno scrittore spagnolo.
Si è fatto conoscere attraverso la pubblicazione del suo primo libro intitolato El bolígrafo de gel verde, tradotto in italiano come Ricomincio da te.

## Biografia
Ha frequentato tutti i suoi studi a Castellón de la Plana: la scuola elementare di base alla Scuola Pubblica Virgen del Lidón e la maturità e il corso di accesso all'università all'Istituto di Francisco Ribalta. Si è laureato in Ingegneria Tecnica Informatica di Gestione all'Università Jaume I, nella quale ha anche seguito seminari di letteratura. Dopo aver terminato i suoi studi universitari ha lavorato in un'impresa di informatica, fino alla vincita del concorso di informatico al Municipio di Castellón de la Plana, dove lavora attualmente.

## Ricomincio da te
La versione spagnola del libro fu inizialmente pubblicato dall'autore stesso ed arrivò a vendere più di 3 000 copie. Questo successo, insieme al lavoro di diffusione realizzato tramite le reti sociali, fece sì che l'editore Espasa decidesse la ripubblicazione del libro, che fu lanciata il 13 gennaio 2011 con una nuova copertina e piccoli cambiamenti di edizione. Sono già state pubblicate 13 edizioni, con più di 80 000 copie vendute. Nel mese del suo lancio con Espasa fu il libro più venduto in Spagna. La traduzione italiana è stata pubblicata il 12 gennaio 2012. Il libro è stato anche tradotto in catalano ed in olandese con i rispettivi nomi di El boligraf de tinta verda e De groene pen.

## Altre attività letterarie
Eloy Moreno ha scritto anche vari racconti brevi. Con uno di questi “La cama Creciente” riuscì a vincere il II Concorso di Racconto Breve 2008, organizzato dal Casal Jove di Castelló. Inoltre, scrive articoli di opinione nel suo blog Tercera Opinión (Terza Opinione) che è stato insignito del premio di migliore blog nella 2ª edizione di '1 anno in 1 post' della web Atrapalo.

## Riconoscimenti
- Premio Onda Cero Castellón 2011 per lo sforzo realizzato nella diffusione di Ricomincio da te.
- Finalista ai Premi della Critica Valenciana 2012 nella sezione di narrativa con Ricomincio da te.
- Premio Cento 2020  con Invisibile[1]